# Celtic League 2001
Die Saison 2001 war die erste Ausgabe der Celtic League, der von irischen, walisischen und schottischen Rugby-Teams gemeinsam ausgetragenen Meisterschaft. Sie begann am 17. August 2001 und umfasste 15 Teams. Diese wurden in eine Achter- und eine Siebnergruppe eingeteilt, woraufhin jedes Team einmal gegen die anderen antrat. Nach sieben bzw. sechs Spieltagen trafen die vier Besten jeder Gruppe in einer K.-o.-Runde aufeinander. Das Finale am 15. Dezember 2001 entschied Leinster Rugby für sich.

## Tabelle

### Gruppe A
|    | Team             | Spiele | Siege | Unent. | Ndlg. | Spiel- punkte | Diff. | Tabellen- punkte |
| -- | ---------------- | ------ | ----- | ------ | ----- | ------------- | ----- | ---------------- |
| 1. | Leinster Rugby   | 7      | 7     | 0      | 0     | 281:114       | + 167 | 21               |
| 2. | Ulster Rugby     | 7      | 4     | 1      | 2     | 194:157       | + 37  | 13               |
| 3. | Glasgow Warriors | 7      | 4     | 1      | 2     | 204:172       | + 32  | 13               |
| 4. | Llanelli RFC     | 7      | 4     | 0      | 3     | 175:123       | + 52  | 12               |
| 5. | Swansea RFC      | 7      | 3     | 0      | 4     | 124:158       | - 34  | 9                |
| 6. | Bridgend RFC     | 7      | 3     | 0      | 4     | 161:208       | - 47  | 9                |
| 7. | Pontypridd RFC   | 7      | 1     | 0      | 6     | 111:207       | - 96  | 3                |
| 8. | Ebbw Vale RFC    | 7      | 1     | 0      | 6     | 134:245       | - 111 | 3                |

### Gruppe B
|    | Team            | Spiele | Siege | Unent. | Ndlg. | Spiel- punkte | Diff. | Tabellen- punkte |
| -- | --------------- | ------ | ----- | ------ | ----- | ------------- | ----- | ---------------- |
| 1. | Munster Rugby   | 6      | 5     | 0      | 1     | 228:120       | + 108 | 15               |
| 2. | Connacht Rugby  | 6      | 4     | 0      | 2     | 152:97        | + 55  | 12               |
| 3. | Neath RFC       | 6      | 4     | 0      | 2     | 151:116       | + 35  | 12               |
| 4. | Newport RFC     | 6      | 3     | 0      | 3     | 147:109       | + 38  | 9                |
| 5. | Cardiff RFC     | 6      | 3     | 0      | 3     | 128:135       | - 7   | 9                |
| 6. | Edinburgh Rugby | 6      | 2     | 0      | 4     | 134:159       | - 25  | 6                |
| 7. | Caerphilly RFC  | 6      | 0     | 0      | 6     | 88:292        | - 204 | 0                |

Die Punkte werden wie folgt verteilt:
- 3 Punkte bei einem Sieg
- 1 Punkte bei einem Unentschieden

## Finalrunde

### Viertelfinale
| 30. November 2001 19:05 Uhr | Ulster Rugby | 38 : 29 | Neath RFC | Ravenhill Stadium, Belfast Zuschauer: 12.000 |
| 30. November 2001 19:05 Uhr | Bericht      |         |           | Ravenhill Stadium, Belfast Zuschauer: 12.000 |

| 30. November 2001 19:35 Uhr | Leinster Rugby | 34 : 22 | Newport RFC | Donnybrook Stadium, Dublin Zuschauer: 7.300 |
| 30. November 2001 19:35 Uhr | Bericht        |         |             | Donnybrook Stadium, Dublin Zuschauer: 7.300 |

| 1. Dezember 2001 14:00 Uhr | Connacht Rugby | 29 : 34 | Glasgow Warriors | Galway Sportsgrounds, Galway |
| 1. Dezember 2001 14:00 Uhr | Bericht        |         |                  | Galway Sportsgrounds, Galway |

| 1. Dezember 2001 17:30 Uhr | Munster Rugby | 13 : 6 | Llanelli RFC | Thomond Park, Limerick |
| 1. Dezember 2001 17:30 Uhr | Bericht       |        |              | Thomond Park, Limerick |

### Halbfinale
| 7. Dezember 2001 19:30 Uhr | Leinster Rugby | 35 : 13 | Glasgow Warriors | Lansdowne Road, Dublin Zuschauer: 5.500 |
| 7. Dezember 2001 19:30 Uhr | Bericht        |         |                  | Lansdowne Road, Dublin Zuschauer: 5.500 |

| 8. Dezember 2001 15:00 Uhr | Munster Rugby | 15 : 9 | Ulster Rugby | Lansdowne Road, Dublin Zuschauer: 12.500 |
| 8. Dezember 2001 15:00 Uhr | Bericht       |        |              | Lansdowne Road, Dublin Zuschauer: 12.500 |

### Finale
| 15. Dezember 2001 15:00 Uhr | Leinster Rugby | 24 : 20 | Munster Rugby | Lansdowne Road, Dublin Zuschauer: 30.000 |
| 15. Dezember 2001 15:00 Uhr | Bericht        |         |               | Lansdowne Road, Dublin Zuschauer: 30.000 |